# Manfred Schmid
Manfred Schmid (n. 6 iunie 1944, Liezen, Stiria, Austria) este un sănier ce a reprezentat Austria, medaliat olimpic. A participat la 4 ediții ale Jocurilor Olimpice (1964, 1968, 1972, 1976) în care a câștigat o medalie de aur și o medalie de argint.